# Garage Days Re-Revisited
The $5.98 E.P. - Garage Days Re-Revisited (CD-Version: The $9.98 CD - Garage Days Re-Revisited) ist die erste EP der US-amerikanischen Metal-Band Metallica. Das Minialbum enthält Coversongs verschiedener NWoBHM- und Punkrock-Bands und wurde in lediglich sechs Tagen aufgenommen. Es erschien nach dem Release des Studioalbums Master of Puppets.  
Garage Days Re-Revisited ist der erste Tonträger mit dem Bassisten Jason Newsted anstelle von Cliff Burton, der 1986 bei einem Unfall mit dem Tourbus starb. 
Die hier enthaltenen Lieder wurden später, zusammen mit anderen Coversongs, auf Metallicas Kompilationsalbum Garage Inc. wiederveröffentlicht.

## Titelliste
1. Helpless (Originalinterpret: Diamond Head) – 6:39
2. The Small Hours (Originalinterpret: Holocaust) – 6:43
3. The Wait (Originalinterpret: Killing Joke) – 4:55
4. Crash Course in Brain Surgery (Originalinterpret: Budgie) – 3:10
5. Last Caress / Green Hell (Originalinterpret: The Misfits) – 3:30

## Trivia
Der Song „Last Caress / Green Hell“ schließt mit einer absichtlich verstimmten Variante des Riffs von Iron Maidens Run to the Hills.

## Chartplatzierungen und Verkaufszahlen
| Land/Region               | Auszeichnungen für Musikverkäufe (Land/Region, Auszeichnung, Verkäufe) | Verkäufe  |
| ------------------------- | ---------------------------------------------------------------------- | --------- |
| Kanada (MC)               | Gold                                                                   | 50.000    |
| Vereinigte Staaten (RIAA) | Platin                                                                 | 1.000.000 |
| Insgesamt                 | 1× Gold · 1× Platin ·                                                  | 1.050.000 |

Hauptartikel: Metallica/Auszeichnungen für Musikverkäufe